# Инспектор Гаджет (фильм)
«Инспектор Гаджет» (англ. Inspector Gadget) — комедийный супергеройский фильм режиссёра Дэвида Келлогга, основанный на одноимённом мультсериале.

## Сюжет
Джонатан (Джон) Браун — скромный охранник лаборатории доктора Артемуса Брэдфорда в городе Ривертон (штат Огайо), испытывающий симпатию к дочери доктора Бренде. Джон живёт с племянницей Пенни и псом Брейном, не желая бросать мечту стать полицейским. Бренда и Артемус хотят реализовать роботехнический проект «Гаджет» для помощи полиции, в ходе которого создают ногу-робот, которой можно управлять силой мысли, однако преступный магнат Сэнфорд Сколекс совершает нападение на лабораторию, похищая ногу с чертежами и документацией. Артемус гибнет, и Джон Браун бросается в погоню за преступником. Сколекс подрывает автомобиль Джона (Chevrolet Chevette) и оставляет охранника умирать, но и сам становится инвалидом, когда случайно вылетевший шар для игры в боулинг влетает в люк его лимузина и ломает бандиту руку.
Джон при смерти, и Бренда решает провести испытания проекта на Джоне: врачи проводят экстренную операцию, спасая Джона и превращая его в роботизированного борца с преступностью по имени Инспектор Гаджет. Он узнаёт, что в его теле находятся 15 тысяч устройств для антикриминальной деятельности, и учится ими управлять постепенно, а также знакомится с автомобилем «Гаджетмобиль» с искусственным интеллектом. Тем временем Сколекс получает вместо сломанной руки механический протез-коготь и называет теперь себя Кло (англ. Claw — Клешня), начиная готовить план по созданию роботов-наёмников и желая покорить мир при поддержке учёного Крамера и громилы Сайкса, однако проблема в том, что во время ограбления лаборатории он не успел захватить чип управления, за счёт которого и осуществляется управление роботом. Гаджет, несмотря на все свои умения и действия, всё ещё остаётся не более чем обычным развлечением для прохожих: он пытается получить право расследовать дело профессора Брэдфорда, но его начальник Куимби отказывается наотрез доверять Гаджету это дело.
Гаджет решает провести расследование самостоятельно. С помощью своей племянницы Пенни он выходит на след Сколекса, на которого теперь работает Бренда. Кло использует чертежи, чтобы создать свой вариант робота — это «Робо-Гаджет», который является антиподом настоящему Гаджету и сеет хаос по всему Ривертону. Гаджет попадает-таки в лабораторию Кло, но его ловят и деактивируют: Кло разламывает чип управления и выбрасывает Гаджета на помойку. Бренда, Пенни, Брейн и Гаджетмобиль находят Гаджета, который не реагирует и не подаёт признаки жизни, однако Бренда убеждена, что в теле Гаджета всё ещё бьётся сердце Джона, и целует его, заставляя Джона (Гаджета) вернуться к жизни: он может жить и без чипа. Гаджет и Бренда на Гаджетмобиле отправляются в поисках убежища Кло, а Пенни и Брейн остаются дома.
Гаджет и Робо-Гаджет сталкиваются в решающей схватке, и настоящий инспектор отрывает голову самозванцу. С помощью встроенного в тело вертолётного винта Гаджет добирается до крыши штаб-квартиры Кло, где узнаёт: Сколекс пытается сбежать на вертолёте и похитить Бренду. В ходе схватки Гаджет, вспоминая все свои навыки, заставляет Кло воспользоваться его же протезом, чтобы вывести из строя систему управления вертолёта. Гаджет и Бренда спасаются за счёт зонтика-парашюта, а Кло прыгает с парашютом, только чтобы попасть в руки полиции. Параллельно Пенни, которая ведёт своё расследование, оказывается застигнута Сайксом, однако он под давлением решает рассказать правду о планах Кло и признаётся в том, что попросту смалодушничал. Кло отправляется в тюрьму, а Гаджет, Бренда и Пенни возвращаются домой как герои.

## В ролях
| Актёр              | Роль                                       |
| ------------------ | ------------------------------------------ |
| Мэттью Бродерик    | инспектор Гаджет / Джон Браун / Робогаджет |
| Руперт Эверетт     | Сэнфорд Сколекс / доктор Кло               |
| Джоэли Фишер       | Бренда Брэдфорд / Робобренда               |
| Мишель Трахтенберг | Пенни                                      |
| Энди Дик           | Крамер                                     |
| Шери Отери         | Мэр Уилсон                                 |
| Майкл Дж. Хэгерти  | Сайкс                                      |
| Дэбни Коулмен      | шеф Куимби                                 |
| Д.Л. Хьюли         | Гаджетмобиль                               |
| Рене Обрежеонуа    | Артемус Брэдфорд                           |
| Фрэнсис Бэй        | Тельма                                     |

## Съёмки

### Производство
Изначально в 1993 году кинокомпания «Universal Pictures» собиралась снять мультсериал «Инспектор Гаджет»: над проектом работали Айван Райтман, Джеп Леб и Мэтью Вайсмен, однако затем проект был доверен «Walt Disney Pictures»: режиссёром был выбран Дэвид Келлогг.

### Кастинг
- Роль доктора Бренды Брэдфорд могла сыграть Камерон Диас, однако отказалась от предложения, предпочтя картину «Каждое воскресенье»[2].

### Музыка
Композитором к фильму стал Джон Дебни. В саундтрек вошли песни «All Star» (Smash Mouth) и «I'll Be Your Everything» (Youngstown).